# سريع التلاشي (طب الجلد)
في طب الجلد، يستعمل مصطلح سريع التلاشي (بالإنجليزية: Evanescent)‏ لآفات الجلد مثل الانتبار، والتي تستمر لأقل من 24 ساعة ثم تختفي.